# Erg Ferradj
Erg Ferradj (în arabă عرق فراج) este o comună din provincia Béchar, Algeria.
Populația comunei este de 4.554 de locuitori (2009).